# Casa de Sanković
La Casa de Sanković fue una poderosa familia noble bosnia activa en Hum durante el siglo XIV y principios del XV, al servicio de las monarquías serbia y bosnia. Su sede se encontraba en Glavatičevo, donde también se encuentra el lugar de entierro familiar (aldea Biskupi), y sus propiedades incluían Nevesinje y Popovo Polje en la actual Herzegovina, y Konavle en el sur de Dalmacia.

## Antecedentes
El antepasado más antiguo conocido de la familia noble bosnia, Sanković, fue Dražen Bogopenec, mencionado por primera vez en 1306. Era de Nevesinje y se le menciona por haber liderado incursiones en Hum, robando a súbditos ragusanos. Nevesinje era en ese momento parte del Reino de Serbia. Según Fine, en 1326, los Draživojević (la siguiente generación de Bogopenec), junto con otros nobles, fueron enviados por el ban bosnio Esteban II a Hum para expulsar a la Casa de Branivojević, que servía a Serbia, y anexar la mayor parte de Hum. Finalmente, Hum cayó ante Bosnia después de la guerra de Hum (1326-1329). Milten Draživojević, el primer representante notable de la familia, fue mencionado en 1332.

## Historia
Sanko, hijo del župan Milten, fue mencionado por primera vez en 1335 y el 22 de octubre de 1348, la República de Ragusa le otorgó la ciudadanía como aristócrata del ban bosnio. A partir del 11 de agosto de 1366, Sanko fue mencionado como juez. Abandonó las filas del ban Tvrtko I y se unió al magnate serbio Nicolás Altomanović durante un breve periodo. Cuando Altomanović hizo campaña contra Ragusa en 1370, se dice que Sanko lideró el ejército bosnio que ayudó a Ragusa y murió en batalla. Tuvo cuatro hijos y una hija: Beljak, Radič, Budelja, Sančin y Dragana. Sus hijos, el knez Beljak, principalmente, y el vaivoda Radič Sanković, heredaron sus propiedades.
Inmediatamente después de la muerte de Tvrtko I en 1391, Beljak y Radič decidieron vender las tierras familiares de Konavle a Ragusa. Sin embargo, la nobleza convocó un stanak como resultado se objetó la venta. Vlatko Vuković y Pavle Radenović se rebelaron contra Radič en diciembre de 1391 tras recibir las bendiciones del stanak. Capturaron Konavle y la ocuparon, dividiéndola para sí mismos, a pesar de las protestas de Ragusa. Cuando Vuković murió, su sobrino, Sandalj Hranić, lo sucedió y combatió continuamente contra Radič después de ser liberado a finales de 1398. En 1399, Radič se convirtió en miembro del Gran Consejo de la República de Ragusa. Radič participó en la guerra bosnio-ragusana de 1403-1404 y condujo los ataques a Ragusa en nombre del rey bosnio Esteban Ostoja. Sin embargo, Hranić envió a Sanković de vuelta a prisión en 1404 y lo dejó ciego para después apropiarse de sus dominios. Sanković murió en prisión ese mismo año, lo que marcó el fin de la Casa de Sanković.